# (6398) Timhunter
(6398) Timhunter (1991 CD1) – planetoida z pasa głównego asteroid okrążająca Słońce w ciągu 3,59 lat w średniej odległości 2,34 j.a. Odkryta 10 lutego 1991 roku.